# Janis (Vorname)
Janis (auch Yanis) ist ein Vorname.

## Herkunft und Bedeutung
Janis ist eine Form von Johannes oder Johanna. Der weibliche Vorname Janis ist in den USA sehr häufig. Dort sind auch die alternativen Formen Janise und Janice üblich. 

## Namensträger

### Weiblicher Vorname
- Yanis David (* 1997), französische Weit- und Dreispringerin
- Janis Hansen (1940–2021), US-amerikanische Schauspielerin
- Janis Hughes (* 1958), schottische Politikerin (Labour Party)
- Janis Ian (* 1951), US-amerikanische Sängerin und Songschreiberin
- Janis Joplin (1943–1970), US-amerikanische Sängerin
- Janis Martin (Sängerin, 1939) (1939–2014), US-amerikanische Opernsängerin (Mezzosopran, Sopran)
- Janis Martin (Sängerin, 1940) (1940–2007), US-amerikanische Rockabilly-Sängerin
- Janis Paige (1922–2024), US-amerikanische Schauspielerin
- Janis Rattenni (* 1983), deutsche Schauspielerin
- Janis Siegel (* 1952), US-amerikanische Sängerin (The Manhattan Transfer)

### Männlicher Vorname
- Janis Antiste (* 2002), französischer Fußballspieler
- Janis Antonovics (* 1942), britisch-amerikanischer Ökologe und Professor für Biologie
- Janis Blaswich (* 1991), deutscher Fußballtorhüter
- Janis Grinbergas (1925–2013), sowjetisch-lettischer Ballsportler, -trainer, -schiedsrichter und -funktionär
- Janis Hanek (* 1999), deutscher Fußballspieler
- Janis Heindel (* 1984), deutscher Basketballspieler
- Janis Kraus (* 1989), deutscher Fußballspieler
- Janis Kyriakidis (* 1938), griechischer Schauspieler
- Janis Lauber (* 1999), Schweizer Unihockeyspieler
- Janis Moser (* 2000), Schweizer Eishockeyspieler
- Janis Nikos (* 1973), deutsch-griechischer Schlagersänger und Entertainer
- Janis Rozentāls (1866–1917), lettischer Maler
- Janis Stielow (* 1995), deutscher Basketballspieler
- Janis Tomaschek (* 2001), österreichischer Basketballspieler
- Yanis Varoufakis (* 1961), griechischer Wirtschaftswissenschaftler und Politiker
- Janis Witowski (* 1985), deutscher Historiker
- Janis Witting (* 1989), deutscher Schauspieler